# ГЕС Мулла-Садра
ГЕС Мулла-Садра — гідроелектростанція на півдні Ірану. Використовує ресурс із річки Кор, яка завершується у безстічному озері Бахтеґан.
У межах проєкту річку перекрили земляною греблею висотою 72 метри, довжиною 630 метрів та шириною від 10 (по гребеню) до 320 (по основі) метрів, яка потребувала 2,6 млн м3 матеріалу. Вона утримує водосховище з об'ємом 440 млн м3, з яких «мертвий» об'єм становить 29 млн м3.
Зі сховища під лівобережним масивом прокладено дериваційний тунель довжиною 3,3 км із діаметром 4,5 м, який на завершальному етапі сполучений з вирівнювальним резервуаром шахтного типу та напірним водоводом. Машинний зал обладнали двома турбінами типу Френсіс потужністю по 50 МВт, які використовують напір від 200 до 230 метрів та повинні виробляти 180 млн кВт·год електроенергії на рік.
Видача продукції відбувається по ЛЕП, розрахованій на роботу під напругою 132 кВ.